# SS Arabic (1902)
Pour les articles homonymes, voir Arabic.
L'Arabic est un paquebot transatlantique britannique mis en service en 1903 par la White Star Line, et torpillé par un sous-marin allemand le 19 août 1915.
Commandé aux chantiers Harland & Wolff de Belfast par l'Atlantic Transport Line sous le nom de Minnewaska, il change de propriétaire lorsque les deux compagnies entrent au sein de l'International Mercantile Marine Co., et change de nom avant même son lancement en décembre 1902. Ce changement entraîne également des modifications : le navire devait à l'origine être un paquebot-mixte transportant avant tout des marchandises et quelques passagers de première classe, il devient un paquebot classique à trois classes.
Après une traversée inaugurale sur la ligne Liverpool, Queenstown, New York, le navire est alternativement affecté à cette route, celle de Boston, et à des croisières printanières en Méditerranée, selon la demande. Il lui arrive également de servir de consort avec les Big Four. Sa carrière n'est troublée que par quelques incendies.
Lorsque la Première Guerre mondiale débute, l'Arabic reste un des quelques navires de la White Star Line poursuivant leur service civil entre Liverpool et New York. C'est dans le cadre de ce service qu'il est torpillé par un sous-marin allemand le 19 août 1915, emportant avec lui 44 personnes, dont plusieurs passagers américains, ce qui cause un incident diplomatique entre l'Allemagne et les États-Unis. Son épave est finalement découverte en 1996.

## Histoire

### Un changement de mains dès la construction

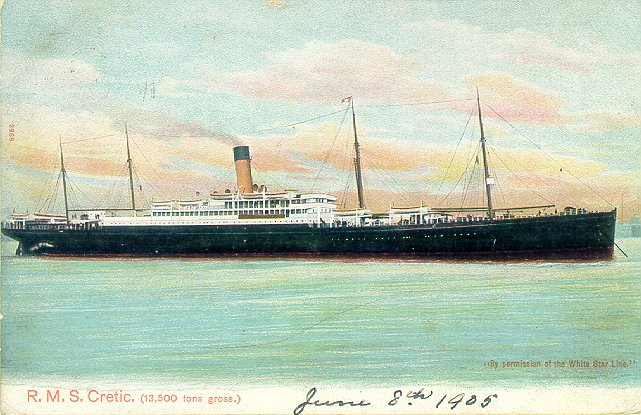
L'Arabic est l'un des navires que récupère la White Star Line à son entrée dans l'International Mercantile Marine Co., tout comme, entre autres, le Cretic.

Le début du XXe siècle est une période qui voit intervenir un grand changement pour les compagnies de paquebots britanniques et américaines. À cette époque, en effet, le financier américain John Pierpont Morgan aspire à établir un monopole sur la ligne de l'Atlantique Nord et rachète pour ce faire de nombreuses compagnies (dans un premier temps, notamment, l'American Line, l'Atlantic Transport Line, la Dominion Line ainsi que la Red Star Line). C'est dans ce contexte que Morgan approche en 1902 le président de la White Star Line, Joseph Bruce Ismay, et parvient grâce à une offre alléchante faite aux actionnaires à le convaincre d'intégrer sa compagnie au trust qu'il vient de fonder, l'International Mercantile Marine Co..
Ce changement entraîne un certain nombre de transferts entre les compagnies devenues « sœurs » : ainsi, plusieurs cargos de la Leyland Line sont remis à la White Star, de même que quatre paquebots de la Dominion, qui deviennent le Romanic, le Cretic, le Canopic et le Republic. Le plus imposant de ces navires transférés est cependant encore inachevé : il s'agit du paquebot-mixte Minnewaska mis en construction dans les chantiers Harland & Wolff de Belfast par l'Atlantic Transport Line. Le navire est récupéré par la White Star alors que sa coque est encore en construction, et lorsque survient son lancement le 18 décembre 1902, il est déjà renommé Arabic. Le nom n'est pas nouveau au sein de la flotte de la compagnie : un paquebot-mixte de 1881 portait déjà ce nom, et vient tout juste d'être envoyé à la casse, en 1901.
Le changement de nom n'est pas la seule modification à laquelle se livre la White Star. Alors que le Minnewaska devait être un très imposant cargo transportant en surplus quelques passagers de première classe, l'Arabic est pour sa part un paquebot à trois classes, de taille moyenne comparé aux Big Four que la compagnie fait construire au même moment. Le navire est terminé le 21 juin 1903 et quitte Belfast pour Liverpool, lieu de sa traversée inaugurale.

### Navire d'appoint à destination des États-Unis

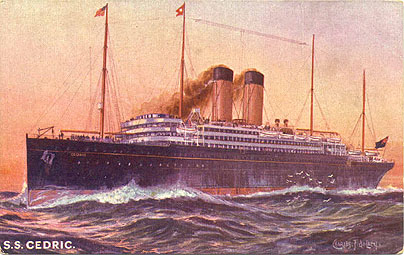
Lorsqu'il sert sur la ligne de New York, l'Arabic est accompagné des trois premiers des Big Four, comme le Cedric.

Le voyage inaugural de l'Arabic est à l'origine prévu sur la ligne de Liverpool à Boston à laquelle il doit ensuite être affecté. Cependant, il est finalement décidé de le placer avec le Celtic, le Cedric et le Cymric sur la ligne de Liverpool à New York via Queenstown. C'est sur cette route que le navire effectue sa première traversée le 26 juin 1903. Le Cymric est rapidement transféré sur la ligne de Boston, et l'Arabic le suit le 14 avril 1905, quelque temps après l'arrivée du Baltic sur la ligne de New York. Il ne reste pas de façon fixe sur cette ligne, et alterne les traversées à destination de Boston et de New York, en fonction de la demande. Le début du XXe siècle voyant également naître un certain attrait pour les croisières, l'Arabic est retiré de la ligne transatlantique durant les printemps à partir de 1905, pour desservir la Méditerranée au cours de croisières de plusieurs semaines.
En 1907, la White Star Line décide de capter une partie des flux de passagers venus d'Europe continentale en installant une nouvelle escale à Cherbourg. Elle doit pour cela déplacer son service express de Liverpool à Southampton, des navires plus lents devant continuer à assurer ce service. C'est ainsi que, tandis que le Teutonic, le Majestic, l'Oceanic et l'Adriatic changent de route, l'Arabic assure le service lent depuis Liverpool à partir du 20 juin 1907, avec le Celtic, le Cedric et le Baltic. C'est durant ce service, lors d'une escale à Liverpool le 30 juin 1911, que cinq incendies sont détectés et éteints dans plusieurs cabines et espaces de stockage du navire : leur coïncidence laisse penser qu'ils ont été intentionnellement causés par des engins incendiaires, sans que d'autres informations ne soient connues.
L'arrivée de l'Olympic sur la route de Southampton le même mois permet à l'Adriatic de rejoindre les autres Big Four sur la ligne de Liverpool à New York, rendant l'Arabic inutile. À partir du 1er août 1911. Ces traversées ne sont troublées que par un incident en décembre 1911, qui retarde l'arrivée du navire de 36 heures, lorsque de l'eau s'infiltre en grande quantité dans le navire, forçant des stewards à éponger le sol pendant une quarantaine d'heures. Le problème ne se reproduit plus. En 1913, le navire perd sa première classe, remplacée par une « classe cabine » aux tarifs plus bas (la vitesse de l'Arabic étant bien inférieure à celle des paquebots les plus rapides). Cette refonte permet également d'ajouter au navire les canots de sauvetage supplémentaires demandés par le Board of Trade britannique à la suite du naufrage du Titanic.

### Première Guerre mondiale et naufrage

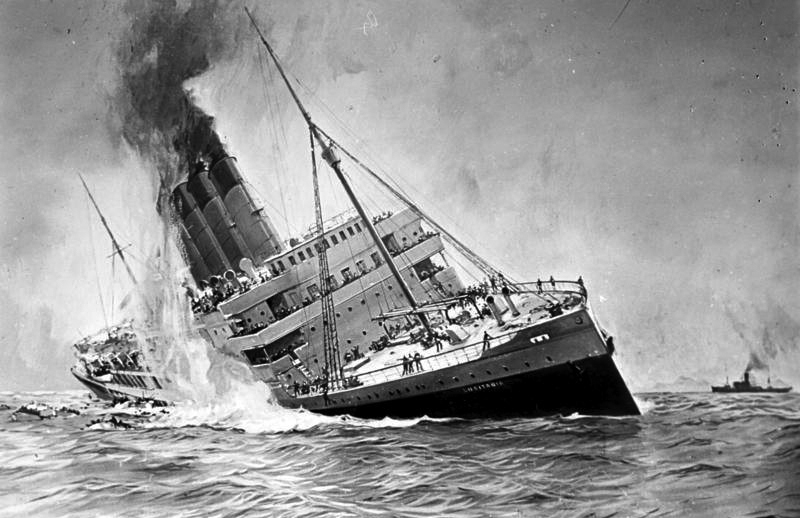
Le torpillage de l'Arabic survient trois mois après celui du Lusitania, au même endroit.

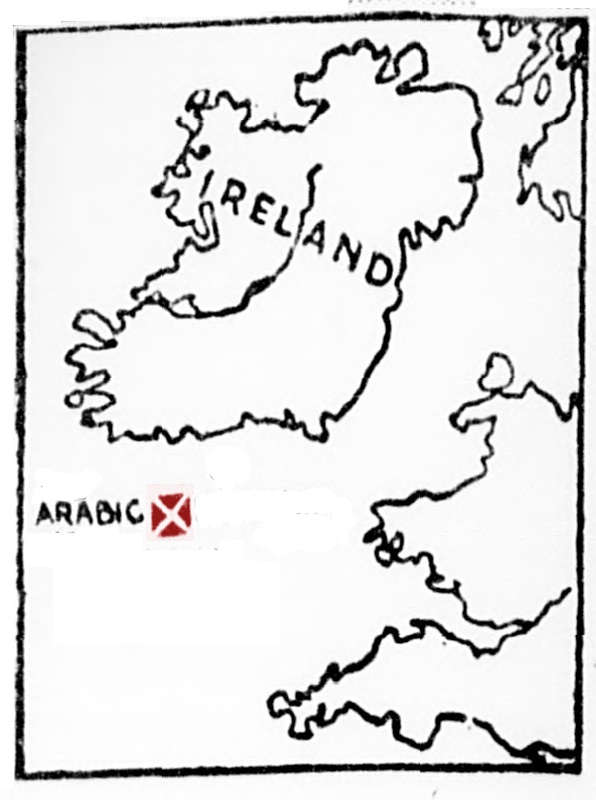
Schéma d'époque représentant dans la presse le lieu du naufrage de l'Arabic, au large des côtes sud de l'Irlande.

Lorsque la Première Guerre mondiale éclate, l'Arabic poursuit son service commercial. L'un de ses retours de Boston est troublé par de nouveaux incendies survenus dans deux cales, le 16 septembre 1914. L'équipage parvient à maîtriser les flammes, aidé dans son entreprise par les pompiers du port de Liverpool. Plusieurs navires de la compagnie sont réquisitionnés pour servir de croiseurs auxiliaires, notamment le Celtic et le Cedric, tandis que le service de Southampton est arrêté. Afin de combler le manque de navires sur la ligne de Liverpool à New York, l'Arabic est donc à nouveau transféré sur cette route le 23 décembre 1914, et poursuit ce service civil tandis que le conflit empire.
Le 19 août 1915, il se dirige de Liverpool à New York avec 434 personnes à son bord (253 membres d'équipage et 181 passagers, dont 25 américains). C'est alors qu'il navigue en zigzag au large de Kinsale qu'il est attaqué sans sommation par le sous-marin U-24. L'unique torpille tirée frappe le paquebot dans son flanc tribord. Le navire sombre très rapidement, en sept minutes. Malgré cela, la discipline de l'équipage permet d'évacuer 390 personnes, tandis que 44 périssent. Parmi les victimes, six sont des passagers, dont trois Américains ; les rescapés débarquent pour leur part à Queenstown peu après.
Le retentissement du naufrage est à l'époque particulièrement fort dans la mesure où il survient au même endroit, trois mois plus tard, que le naufrage du Lusitania, qui avait poussé le gouvernement allemand à assurer que les navires transportant des passagers ne seraient pas attaqués sans sommation ou sans que le temps ait été laissé à l'équipage pour évacuer les civils. Le commandant du sous-marin défend donc son geste en déclarant que la trajectoire de l'Arabic lui avait fait craindre une feinte visant à éperonner le U-Boot. Bien que le gouvernement américain soit échaudé par la nouvelle du naufrage de l'Arabic, des négociations diplomatiques permettent de le rassurer, et assurent sa neutralité dans le conflit pour encore une année.
L'épave de l'Arabic est découverte en mai 1996, et des plongées y sont effectuées. La rumeur veut en effet à l'époque que le navire ait transporté des lingots d'or d'une valeur de plusieurs millions de livres destinés à acheter des munitions aux États-Unis. Les plongées ne permettent cependant pas d'en apporter la preuve, mais de la vaisselle à l'effigie de la White Star Line est remontée du site qui se trouve à 110 mètres de profondeur.

## Caractéristiques

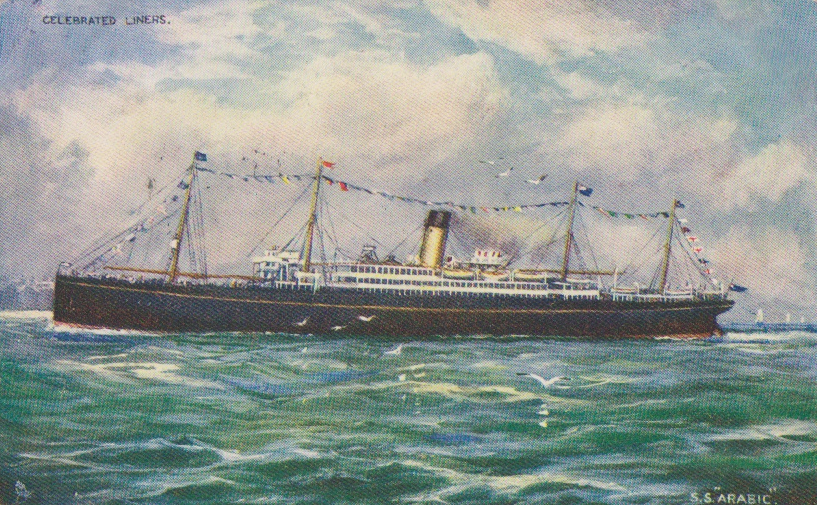
La superstructure de l'Arabic a été allongée durant sa construction, lorsqu'il a été décidé que le navire serait un paquebot à trois classes.

Construit à l'origine pour l'Atlantic Transport Line comme un paquebot-mixte devant avant tout transporter de grandes quantités de marchandises ainsi que quelques passagers de première classe, l'Arabic s'inscrit dans la continuité de plusieurs paquebots de taille moyenne construits par les chantiers Harland & Wolff à cette époque pour plusieurs compagnies, à la suite du Cymric. Par coïncidence, nombre de ces navires se retrouvent au sein de l'International Mercantile Marine Co. à partir de 1902. Avec 15 801 tonneaux et 183 mètres de long sur près de 20 de large, il s'agit d'un navire de taille honorable à l'époque. La transformation du navire en paquebot destiné à transporter des passagers, durant sa conception, altère également ses plans en allongeant sa superstructure. Celle-ci est surmontée d'une cheminée aux couleurs de la compagnie (ocre brun à manchette noire), entourée de quatre mâts.
Bien qu'il n'ait pas été commandé pour la White Star Line, l'Arabic s'intègre parfaitement dans la politique de la compagnie depuis la fin du siècle précédent, qui consiste à ne plus chercher à s'imposer sur le terrain de la vitesse pour privilégier la régularité et la sécurité tout en réalisant d'importantes économies en charbon. Ainsi, le paquebot est propulsé par deux hélices alimentées par des machines alternatives à quadruple expansion d'une puissance de 9 600 ihp qui lui permettent d'atteindre une vitesse de 16 nœuds équivalente à celle des Big Four.
Les installations intérieures de l'Arabic sont peu connues ; le navire est à l'origine conçu pour transporter 200 passagers de première classe, 200 en deuxième, et 1 000 en troisième. En 1913, à la suite d'une refonte, sa première classe est transformée en « classe cabine », ce qui permet d'abaisser ses tarifs, le paquebot n'étant plus à la hauteur des services offerts par les premières classes des navires les plus récents, surtout lorsque sa vitesse est prise en considération. À la même époque, ses installations sont améliorées et des canots de sauvetage sont ajoutés afin de s'adapter aux nouvelles régulations en vigueur.